# Абдулькадир ас-Суфі
Шейх доктор Абдулькадир ас-Суфі (при народженні Ян Даллас, англ. Ian Dallas; 1930, Ейр, Шотландія — 1 серпня 2021, Кейптаун, ПАР) — наставник таріката Шазілія-Даркавія, засновник Всесвітнього руху Мурабітун. Автор численних книг по ісламу, суфізму і політиці. До прийняття ісламу був драматургом і актором.
В 1967 у прийняв іслам у місті Фес, Марокко, в мечеті аль-Каравійн. Після прийняття ісламу почав активно поширювати іслам і набувати учнів у різних країнах. Продовжує писати різні книги. Серед останніх книг — «Книга Єдинобожжя». Його коментарі з актуальних подій та проблем, що зачіпають мусульман у різних частинах світу, можна ознайомитися на його сайті. Мешкає в Кейптауні (Південна Африка), де він регулярно проводить зустрічі, зикр и і навчання в ісламських наук.

## Біографія
Півсторіччя тому назад молодий, талановитий письменник Ян Даллас прийняв іслам в мечеті Каравін м. Фес в присутності імам-хатиба цієї мечеті шейха Абдал-Каріма Дауді та видатного діяча національно-визвольного руху Алала аль-Фасі. Незабаром після цього, перебуваючи в пошуках наставника, він зустрів шейха Мухаммада ібн аль-Хабібі. Вслід за серією візитів до завії шейха в Мекнесі, шейх наділив свого мюрида титулом «ас-Суфі».
Ян Даллас — віднині Абдуль-Кадир ас-Суфі — розпочав життя, присвячене даавату та інтелектуальним зусиллям, спрямованим на відродження Діну, зустрічаючи при цьому опозицію, з одного боку, в обличчі націлених на розбудову соціалізму арабів, з іншого — мусульманських модерністів, які намагались піддати релігію вестернізації.
Вже на початку свого інтенсивного, активного життя як даі, Абдель Кадир ас-Суфі зрозумів, що прихід окремих осіб до ісламу зведе Дін до персональної або внутрішньої релігії, в рамках якої неможливо буде створити ісламський Джамаат. Тому він розпочав з групи англійців та шотландців, серед яких були покійний валі Аллага хаджи Абдель-Азіз Редпат (Abdalaziz Redpath), а також такі нині прославлені улеми та перекладачі, як хаджи Абдальхакк Бйолі (Abdalhaqq Bewley) та його дружина хаджа Аіша ат-Тарджума Бйолі.
Відмовившись від легкого життя в суспільстві, група влаштувалася в одному з напівзруйнованих будинків центрального Лондона, створивши там сквот. У найкоротший час нові мусульмани зайняли більшість пустих будинків на прилеглій вулиці, відремонтували їх та відкрили перукарню, булочну, аптеку, лікарню та книжкову крамницю. Перетворена вулиця стала справжнім мусульманським комюніті. Туди зробили візити міністр ісламських справ Пакистану Каусар Ніязі (Kaqthar Niaza) та шейх «аль-Азхару» Абдель-Халім Махмуд (Abdalhalim Mahmud), який очолив там намаз зухр.
Із самого початку шейх мріяв створити в Англії мусульманське село. Із цією метою він зустрівся в Ер-Ріяді з королем Халідом. Король перейнявся ентузіазмом у зв'язку з даним проектом та пообіцяв максимально посприяти. Однак, придворні ваххабіти зробили все можливе, щоб перешкодити королю виконати свою обіцянку.
Проте, саме один з «ведучих ваххабітів», шейх Абдалла Аль Махмуд, який подружився з хаджи Абдель-Кадиром та захищав його від нападок з боку ваххабітів та модерністів, заявив: «Хаджи Абдель-Кадир, тобі доведеться стати вождем європейських мусульман. Все питання в тому, щоб твоя акида була правильна. І тоді тебе чекає успіх». Результатом цієї зустрічі стало те, що хаджи Абдель-Кадир поринув у дослідження ключових праць з ісламського фікгу. У підсумку за найкоротший час з-під пера його мюридів вийшли блискучі переклади раніше не відомих у Європі праць.
Дотримуючись установок шейха Абдалли, шейх Абдель-Кадир ас-Суфі вирішив звернутися до споконвічної моделі ісламського навчання — істинно-салафітської школи, заснованої на амалі мешканців м. Медини, найбільшим глашатаєм якої був імам Малік, того самого вчення, яке ібн Таймія звеличував над усіма іншими школами.
У результаті були опубліковані переклади:
- «Муватта» імама Маліка (з іджазою Центральної Лондонської мечеті) у перекладі хаджи Аіши Бйолі;
- «Захист від нещастя» («Defence Against Disaster») каді Абу Бакра ібн Арабі з Гренади, присвячена фітнат аль-кубра (з коментарями) в перекладі хаджи Аіши Бйолі;
- «Рісаля» Абу Зейда аль-Кейравані з дев'ятьома класичними коментарями шейха Алі аль-Іракі (на іспанській);
- Змісти Корану (іспанською мовою, зараз вважається офіційним перекладом змістів Корану) хаджи Абдальгані Мелари (Abdalghani Melara);
- Змісти Корану (англійською мовою; в перекладі Бйолі);
- «Зміст людини» («The meaning of Man») сіді Алі аль-Джамаля з Фесу (раніше зберігалася в одному єдиному екземплярі в його завії в Фесі) у перекладі хаджи Аіши Бйолі;
- «Основи Ісламу» каді Іяда в перекладі Аіши Бйолі.

У цей час хаджи Абдалькадир одержав повеління алавійського шейха Мухаммада аль-Фейтурі, прибути до нього в Бенгазі (Лівія). Підкорюючись йому, він направився до Лівії, де шейх аль-Фейтурі призначив йому хальву (затворництво), наставляючи такими словами: «Я скажу тобі те ж, що шейх аль-Алаві сказав мені, відправляючи мене у затворництво: ти вже майже готовий…іншала, залишилася сама малість». Через три ночі шейх звільнив його — точно такий самий строк колись провів у затворництві і він за наказом шейха аль-Алаві. Як оголосив шейх аль-Фейтурі, «відтепер нічия рука не владна над тобою». Коли його фукара пізніше почали доганяти хаджи Абдель-Кадира ас-Суфі за його перехід до вірду «хабібія», шейх аль-Фейтурі проголосив: «Він аріф бі-ЛЛаг. Залиште його».
Через деякий час він був проголошеним Шейхом тарікату Хабібія-Алавія-Даркавія. Свідками цього стали сіді Мухаммад ібн Алі, мулай Хасан аль-Маджзуб та сторічний сподвижник Мухаммада ібн аль-Хабіба, сіді Мухаммад Бєль-Курші.
Всі ці роки тривав даават, який не зустрічав жодної підтримки з боку влади.
Тисячі людей прийшли до ісламу завдяки цій діяльності. Виникли спільноти в таких країнах, як Англія, Шотландія, Ірландія, Німеччина, Іспанія, Італія, Мексика, ПАР, Росія (в 2007 році).
Одним з лідерів подібних спільнот є відомий німецький юрист, редактор «Islamische Zeitung» раіс Абу Бакр Рігер (Abu Bakr Rieger). Умар Ібрагім Вадільо (Umar Ibrahim Vadillo) відомий як «Умар Паша», через його вагому роль у приведенні сучасної фінансової системи в халяльний стан та відновлення мединської практики. Він є автором книги «Езотеричне збочення Ісламу» («The Esoteric Deviation of Islam»), в якій препаруються основи застарілого «модернізму», що став «хресним батьком» сьогоднішнього тероризму.
Ведеться інтенсивна робота, спрямована на відновлення однієї з опор ісламу — закяту та відродження сунни золотого дінара та срібного дірхама, без яких не може вилучатися закят. В Іспанії, ПАР та Малайзії були викарбувані зразки ісламської валюти.
У 2001 р. Університет Пенанга (Science University of Peneng, Malaysia) надав Шейхові Абдель-Кадиру ас-Суфі звання почесного доктора літератури.
Шейх Абдель-Кадир ас-Суфі є засновником таких закладів, як
- Мечеть «Іхсан» у м. Норвіч — дарунок шейха Аззама з Медини;
- Велика мечеть м. Гренади — дарунок його високості шейха Султана аль-Касімі;
- П'ятнична мечеть м. Кейптаун — дарунок шейха Сайїда Мухтара аль-Банни аль-Бухарі з Малайзії.

Шейх провів 10 міжнародних конференцій з ісламського фікгу. Головою однієї з них був правитель Абу Дабі шейх Зейд. Головою іншої — «султан аль-уляма» мединського фікгу, шазілітський шейх ан-Нейфар. Президент Бургіба заборонив її проведення в туніській мечеті Каравійїн, і шейх ан-Нейфар провів її в орендованому будинку кінотеатру.
Будучи ініціатором нових програм, спрямованих на відродження ісламу, очищення його від усіляких девіацій, ведучих до тероризму та смертників, шейх говорив про необхідність відродження в істинно мединському дусі навчання фікгу, акиді й тасаввуфу.
З цією метою їм була розроблена концепція післяшкільної («медресе») мусульманської освіти, щоб підготувати молодих мусульман до лідерства в новому світі, творчій діяльності на руїнах сучасної анархії — це втілилося в освітній програмі «Даллас Колледж» у Кейптауні. Його проректором (віце-канцлером) є хаджи Абдель-Басир Оджембарена (Abdalbasir Ojembarena), що був професором Університету Більбоа (Іспанія). У коледжі читаються лекції з трьох аспектів політики. Викладаються три іноземні мови: арабська, турецька і урду. Риторика, з використання історичних та політичних п'єс Шекспіра, і звичайно ж інформаційні технології. Навчаються як місцеві, так і закордонні студенти. Проробляються плани скористатися подібною моделлю при мечеті «Совєто» («Soweto») та в м. Единбурзі (Шотландія). Вивчається можливість організації мусульманської середньої школи. Розроблена шейхом система освіти являє собою відновлення інтелектуального життя мусульман в сучасному світі, що знаменує собою кінець системи медресе минулого сторіччя, як застарілого.